# ما همدیگر را خواهیم دید
ما همدیگر را خواهیم دید (به هندی: Milenge Milenge) فیلمی محصول سال ۲۰۱۰ و به کارگردانی ساتیش کایشیک است. در این فیلم بازیگرانی همچون شاهد کاپور، کارینا کاپور، آرتی چهابریا، کیرون کهیر، سرفراز خان، دلناز ایرانی، ساتیش شاه، هیمانی شیوپوری، ساتیش کایشیک ایفای نقش کرده‌اند.

## بازیگران
- شاهد کاپور در نقش آمیت «ایمی» کاپور
- کارینا کاپور در نقش پریا کاپور در ادامۀ فیلم مالهوترا
- آرتی چهابریا در نقش سوفیا راجیف آرورا
- کیرون کهیر در نقش سونیتا رائو
- سرفراز خان در نقش آشیش بیهانی
- دلناز ایرانی در نقش هانی
- ساتیش شاه در نقش تریلوک کاپور
- هیمانی شیوپوری در نقش خانم نها گاندی
- ساتیش کایشیک در نقش ایازاز بای

## موسیقی متن
| شماره | نام                              | هنرمند (ان)                          | مدت   |
| ----- | -------------------------------- | ------------------------------------ | ----- |
| ۱.    | «ما همدیگر را خواهیم دید»        | آلکا یاگنیک و جیش گاندی              | ۰۴:۴۶ |
| ۲.    | «یه چیزی باقی مانده»             | هیمش رشامیا                          | ۰۳:۵۵ |
| ۳.    | «Ishq Ki Galee»                  | راحت فتح علی خان و جیش گاندی         | ۰۵:۱۵ |
| ۴.    | «Tum Chain Ho»                   | سونو نیگام، آلکا یاگنیک و سوزان دملو | ۰۵:۱۱ |
| ۵.    | «ما همدیگر را خواهیم دید»        | هیمش رشامیا، شریا گوشال و جیش گاندی  | ۰۵:۰۷ |
| ۶.    | «Yeh Hare Kaanch Ki Choodiyan»   | آلکا یاگنیک                          | ۰۴:۴۳ |
| ۷.    | «Kuch To Bakee Hai» (برایت میکس) | هیمش رشامیا                          | ۰۴:۰۰ |
| ۸.    | «Ishq Ki Galee» (دنس میکس)       | راحت فتح علی خان و جیش گاندی         | ۰۳:۴۰ |
| ۹.    | «یه چیزی باقی مانده» (دارک میکس) | هیمش رشامیا                          | ۰۳:۵۹ |
| ۱۰.   | «Tum Chain Ho» (Unplugged)       | وینیت سینگ                           | ۰۴:۱۲ |
| ۱۱.   | «Tum Chain Ho» (Lounge Mix)      | سونو نیگام، آلکا یاگنیک و سوزان دملو | ۰۴:۲۵ |